# Affaire Dominguito del Val

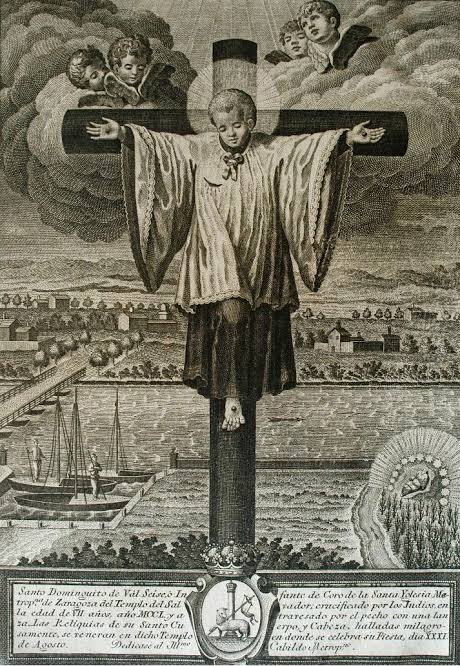
dessin représentant l’enfant sanctifié

L'affaire Dominguito del Val se situe en Espagne au XIIIe siècle. Dominguito del Val, un enfant de chœur, aurait été la victime d’un meurtre rituel par les Juifs de Saragosse vers 1250. 
Dominguito ne fait plus partie du calendrier des saints de l’Église catholique. Cependant une chapelle lui reste dédiée dans la cathédrale Saint-Sauveur de Saragosse. Il était considéré comme le saint patron des enfants de chœur et des acolytes.
Dominguito est le protagoniste de l'une des premières accusations antisémites. de l'histoire de l'Espagne, légendes qui ont pris de l'ampleur à partir du XIIIe siècle et ont été colportées tout au long du Moyen Âge. Elles ont servi de justification à des agressions contre les Juifs.

## Présentation
Du point de vue historique, on ne sait même pas si le jeune Dominguito a existé et si la légende n'a pas été forgée de toutes pièces. 
Aucune référence médiévale à cette affaire n'a été trouvée. Les premiers textes qui la mentionnent datent de 1583, soit plus de 350 ans après les faits supposés. Le scénario semble largement inspiré de l'affaire Hugues de Lincoln. 
Le roi Alphonse X de Castille relate l’affaire en 1250 mais en indiquant qu’il n’en a eu connaissance qu’indirectement.

## Récit
Le roi Alphonse X de Castille, dit le Sage, écrivit la version originale de l’histoire en 1250, en commençant par : 
« Nous avons entendu dire que quelques cruels Juifs, en souvenir de la Passion de Notre Seigneur ont, le Vendredi saint, enlevé un enfant chrétien et l’ont crucifié. »
Le texte affirme que Dominguito est enfant de chœur à la cathédrale de Saragosse, où il se rend chaque jour en passant par le quartier juif. Une diseuse de bonne aventure juive annonce que si le cœur d’un chrétien et une hostie consacrée sont jetés dans la rivière, tous les adeptes du Christ qui boiront de cette eau périront. Toujours selon le texte, les Juifs s'emparent d'une hostie consacrée et décident de procéder à l’arrachage du cœur d’un enfant chrétien, « reproduisant les tortures que les Juifs d’un autre temps ont pratiquées pour tuer le Christ ». Aussi, lorsque Dominguito del Val passe près de l’une des maisons juives, avec son aube d’enfant de chœur, il est enlevé par les Juifs, qui rejouent le procès du Christ.  Ils demandent à l’enfant s’il désire rester un adepte du Christ, et comme celui-ci « répond qu’il préfère mourir plutôt que de renier la religion de Notre Seigneur Jésus », les Juifs le condamnent à mort et le crucifient. Ils extraient ensuite son cœur et demandent à l'un des leurs de jeter l’hostie consacrée et le cœur de l’enfant dans la rivière. Ainsi tous les chrétiens qui boiront de l’eau de la rivière mourront. Mais ils n’ont aucune idée de ce qui va leur arriver.
L’homme chargé de la besogne pénètre dans une église et  fait semblant de prier « pour que personne ne puisse le soupçonner ». Il s’agenouille et ouvre le livre dans lequel est cachée l’hostie. C’est alors que quelques femmes qui se trouvent à côté s’étonnent de la lumière  qui provient de ce livre. Elles supposent que cet homme est un saint et en informent les prêtres. Ils arrivent et demandent au Juif de leur montrer le livre, où ils découvrent l’hostie sainte. Les autorités fouillent alors le suspect et trouvent le cœur de Dominguito.
Toujours selon le texte, l'homme tremble de terreur en se voyant découvert et promet, si on l’épargne,  qu’il dénoncera ceux qui ont commis ce crime. Les autorités arrêtent alors tous les Juifs de Saragosse,  qui sont condamnés à mort comme complices du crime et envoyés au bûcher, à l’exception de celui qui les a dénoncés et qui est condamné pour ses péchés à la prison à vie.